# Sunnfjord
Sunnfjord (en català, el fiord meridional - en contrast a Nordfjord) és un districte tradicional de la Noruega Occidental localitzat al comtat de Sogn og Fjordane. Inclou els municipis d'Askvoll, Fjaler, Flora, Førde, Gaular, Jølster, Naustdal, i les parts més meridionals de Bremanger. Cobreix una àrea aproximadament de 4,476 quilòmetres quadrats i té una població de 41,156 persones (2006), aproximadament el 32% de la població del comtat de Sogn og Fjordane.
La característica geogràfica central de la regió de Sunnfjord són els fiords Dalsfjorden i Førdefjorden. És una regió turística popular, amb cascades espectaculars, pesca, ràfting, glaceres, senderisme, i un bonic paisatge, incloent el Parc Nacional de Jostedalsbreen.
L'àrea va ser el lloc de la batalla aèria més gran de Noruega durant la Segona Guerra Mundial, i un museu està dedicat a l'esdeveniment a Naustdal. Hi ha dos aeroports a Sunnfjord: l'aeroport de Førde-Bringeland, als afores de la ciutat de Førde, i l'aeroport de Florø, als afores de la ciutat de Florø. La carretera E39 passa a través de la regió, anant de nord a sud.